# Суздальское восстание 1024 года
Суздальское восстание 1024 года — события 1024 года, проходившие в Суздальской земле. Согласно летописи «Повесть временных лет», из-за неурожая, вызванного засухой, восстали волхвы, начавшие убивать «старшую чадь». Для урегулирования положения в Суздаль прибывал князь Ярослав Владимирович.
В се же лето въсташа волъсви в Суждали, избиваху старшую чадь къ дыяволю наущенью и беснованью глаголяще яко си держать гобино. Бе мятежь великъ и голод по всеи тои стране. Идоша по Волзи вси людье в Болгары и привезоша жито и тако ожиша. Слышав же Ярославъ волхвы приде Суздалю изъимавъ волхвы расточи, а другым показны, рек сице: «Бог наводить по грехомь на куюждю землю гладом или мором ли ведромь ли иною казнью, а человекъ не весть ничтоже»
М. Н. Тихомиров оценивал это событие как пример антифеодальной борьбы в Древнерусском государстве. Участие волхвов в восстании объясняется Тихомировым как сопротивление христианизации Руси, утверждению Церкви. Движущей силой восстания историк считал смердов. В тексте летописи упоминается «старая чадь», значит, против неё могла восстать «простая чадь» — смерды. Поэтому события 1024 года трактуются Тихомировым как крестьянское восстание, а действия князя Ярослава — как помощь феодалам.
Согласно И. Я. Фроянову, в Суздальской земле во время засухи 1024 года представители языческого культа, волхвы, одобряемые народом, убивали местных вождей-старейшин, утверждая, что те не дают пролиться дождю, задерживая в конечном счёте урожай. Появление князя Ярослава не относится к восстанию. Он направлялся в Суздаль, чтобы собрать средства, необходимые для получения помощи от варягов и остановки назревающего междоусобного конфликта. Фроянов не считает данные события восстанием и трактует летописное «въсташа» как «появление», таким образом, волхвы не «восстали», а «появились».